# Festuca caucasica
Festuca caucasica är en gräsart som först beskrevs av Pierre Edmond Boissier, och fick sitt nu gällande namn av Eduard Hackel och Pierre Edmond Boissier. Festuca caucasica ingår i släktet svinglar, och familjen gräs. Inga underarter finns listade i Catalogue of Life.

## Bildgalleri

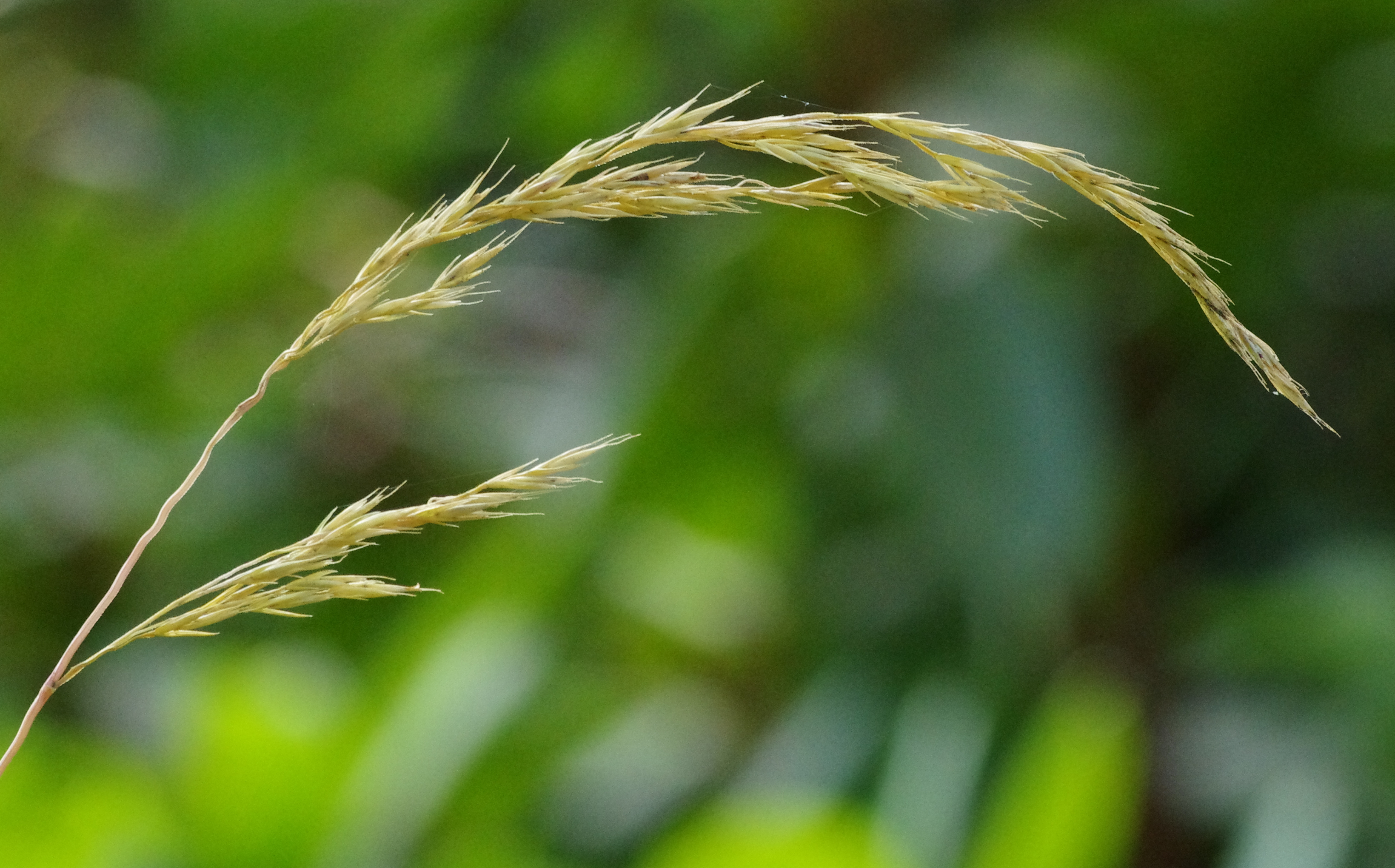
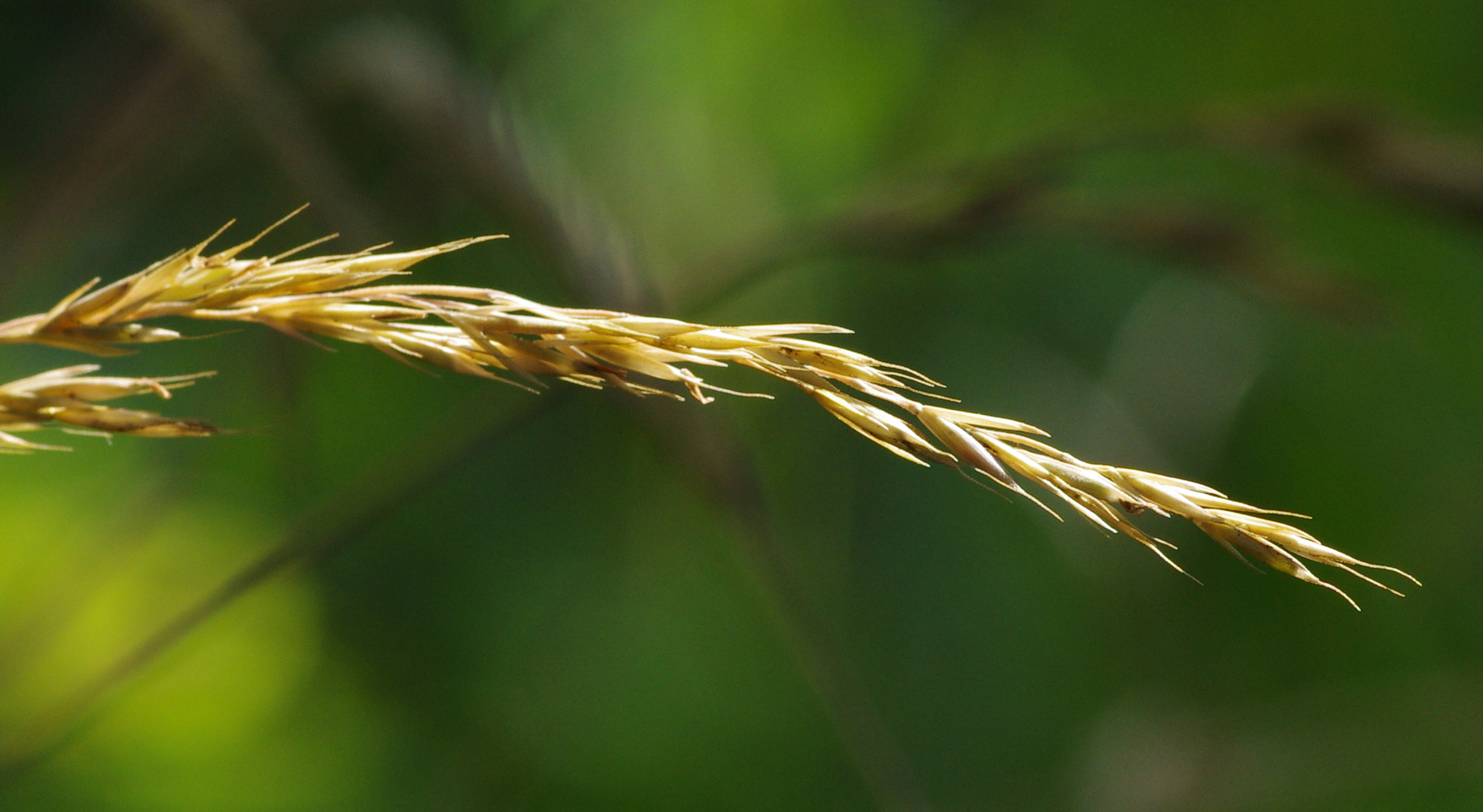